# Climbing to New Lows
Albums de MGMT
Oracular Spectacular
(2007)
Climbing to New Lows est une démo, devenue plus tard un album, réalisée par le groupe américain MGMT en 2005. C'est leur dernière production sous leur ancien nom, The Management. Répandue sur Internet peu avant leur premier EP officiel, Time to Pretend (EP), on y retrouve des titres qui figurent ou figureront plus tard sur leurs maxis et albums, comme Kids ou We Care.

## Liste des chansons
| No  | Titre                            | Durée |
| --- | -------------------------------- | ----- |
| 1.  | Intro (Come On Christmas)        | 1:28  |
| 2.  | We Care                          | 5:02  |
| 3.  | Money to Burn                    | 3:24  |
| 4.  | Hot Love Drama                   | 4:10  |
| 5.  | The Kids Quartet                 | 2:17  |
| 6.  | Kids (Afterschool Dance Megamix) | 6:06  |
| 7.  | Honey Bunny                      | 4:21  |
| 8.  | Greyhoundredux                   | 4:34  |
| 9.  | Grutu (Just Becuz)               | 3:30  |
| 10. | We don't Care                    | 3:56  |